# Guesalaga-Halbinsel
Die Guesalaga-Halbinsel (spanisch Península Comodoro Guesalaga) ist eine kleine, niedrige und mit Kieseln bedeckte Halbinsel von Greenwich Island im Archipel der Südlichen Shetlandinseln. Sie ist Standort der chilenischen Arturo-Prat-Station an der Iquique Cove.
Namensgeber der Halbinsel ist Federico Guesalaga Toro, Leiter der Ersten Chilenischen Antarktisexpedition (1946–1947), bei der die Arturo-Prat-Station errichtet wurde.